# フリードリヒ3世 (ニュルンベルク城伯)
フリードリヒ3世（Friedrich III., 1220年頃 - 1297年8月14日）は、ホーエンツォレルン家出身のニュルンベルク城伯（在位：1260年/1261年 - 1297年）。父はニュルンベルク城伯コンラート1世、母はアーデルハイト・フォン・フロンテンハウゼン。相続伯（der Erber）とも呼ばれる。

## 生涯
ニュルンベルク西部カードルツブルク周辺を領したが、1248年にアンデクス家の遺産であるバイロイト周辺地域（アンデクス伯領）を相続した。これにより、やはり相続請求権を有した他の貴族達と争うようになった。彼はドイツ王ヴィルヘルム・フォン・ホラントの支持を得たが、父の代から1254年までシュヴァーベン系ツォレルン家がそうであったように、彼自身は親シュタウフェン家政策を堅持した。
1261年の父の死後にニュルンベルク城伯を継いだフリードリヒ3世は、これを拠点にフランケン系家門の勢力をマイン川流域にまで拡大しようと図り、ヴュルツブルク司教及びバンベルク司教の激しい抵抗に遭った。1273年には個人的な交誼からハプスブルク家のルドルフ1世のドイツ王選出を支持した。これに対してルドルフ1世は、フリードリヒ3世を諸侯のうちとして、丁重な態度で接した。また、帝国の軍務にも頻繁に参加していたなどの功績から、ルドルフ1世からフランケンの裁判所を任せられた。ボヘミアとはエーガー川流域の覇権を巡って争っており、1278年のデュルンクルト近郊で行われたプシェミスル家のボヘミア王オタカル2世とのマルヒフェルトの戦いにも参戦している。同じ頃、ヴンジーデル、エアランゲン、アルツベルクと行った地域もホーエンツォレルン家の統治下に入った。
1297年に亡くなると、一旦は3男のヨハン1世が家督を継いだが、1300年にはヨハンも亡くなり、末子のフリードリヒ4世に引き継がれた。

## 子女
1246年にアンデクス伯オットー1世の娘エリーザベト・フォン・メラニエン（1273年没）と結婚、5人の子を儲けた。
1. ヨハン（? - 1261年/1262年没） - ニュルンベルク近郊で殺害された
2. ジークムント（? - 1261年/1262年没） - ニュルンベルク近郊で殺害された
3. マリア（? - 1298年没） - ルートヴィヒ5世・フォン・エッティンゲン妃
4. アーデルハイト（? - 1306年頃没） - ハインリヒ2世・フォン・カステル妃
5. エリーザベト（? - 1288年頃没） - ゴットフリート1世・フォン・ホーエンローエ妃

1275年にザクセン公アルブレヒト1世の娘ヘレーネ・フォン・ザクセン（1247年 - 1309年）と再婚、3人の子を儲けた。
1. ヨハン1世（1279年頃 - 1300年）
2. アンナ（? -1357年頃没） - ナッサウ＝ハダマル伯エミッヒ1世妃
3. フリードリヒ4世（1287年頃 - 1332年）